# Sean Bailey (escalador)
Sean Bailey (Seattle, 20 de mayo de 1996) es un deportista estadounidense que compite en escalada. En los Juegos Panamericanos de 2023 obtuvo una medalla de plata en la prueba combinada.

## Palmarés internacional
| Juegos Panamericanos | Juegos Panamericanos | Juegos Panamericanos | Juegos Panamericanos |
| Año                  | Lugar                | Medalla              | Prueba               |
| -------------------- | -------------------- | -------------------- | -------------------- |
| 2023                 | Santiago (Chile)     | Medalla de plata     | Combinada            |